# Alloclita brachygrapta
Alloclita brachygrapta ist ein Schmetterling (Nachtfalter) aus der Familie der Prachtfalter (Cosmopterigidae).

## Merkmale
Die Beschreibung basiert auf zwei Männchen, die sich in der Sammlung des Natural History Museum in London befinden und in einem ziemlich schlechten Zustand sind. Meyrick erwähnte 1925 in seiner Originalbeschreibung insgesamt vier Exemplare, darunter befand sich auch ein Weibchen. Der Verbleib der beiden weiteren Exemplare ist jedoch unbekannt.
Die Falter haben eine Flügelspannweite von 11 bis 12 Millimeter. Der Kopf glänzt gelblich weiß. Die Fühler sind dunkelbraun und grauweiß geringelt. Thorax und Tegulae sind fahl ockerfarben. Die Vorderflügel sind ockerfarben weiß und haben an der Flügelbasis einen ockerbraunen Fleck an der Costalader. Eine bogenförmige ockerbraune Binde verläuft bei 1/5 der Vorderflügellänge von der Costalader zur Analfalte. Der basale Teil der Vorderflügel ist fahl ockerfarben braun gefärbt und wird in Richtung der Binde dunkler. Ein ockerfarbener brauner Fleck befindet sich bei 2/5 der Vorderflügellänge an der Costalader, in der Flügelmitte ist er mit einem ockerfarbenen Längsstrich verbunden. Der Apikalbereich ist mit ockerfarbenen und ockerfarben braunen Schuppen bedeckt. Die dorsale Vorderflügelhälfte ist ab dem Längsstrich bis zum Apex grau getönt. Die Fransenschuppen sind gelblich weiß. Die Hinterflügel glänzen gelblich weiß.
Die Genitalarmatur der Männchen unterscheidet sich von den ähnlichen Arten Alloclita recisella, Alloclita haifensis und Alloclita deprinsi durch das nahezu gerade linke Brachium und die kurzen und an der Basis breiten Valven.
Die Genitalarmatur der Weibchen ist unbekannt.

## Verbreitung
Alloclita brachygrapta ist in Ägypten auf der Sinai-Halbinsel beheimatet.

## Biologie
Die Biologie der Art ist unbekannt. Falter wurden im September gesammelt.